# Gornji Vakuf-Uskoplje

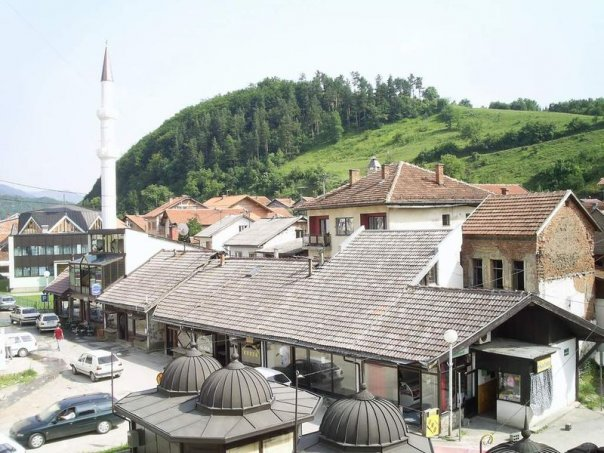
Altstadt von Gornji Vakuf

Gornji Vakuf-Uskoplje ist eine Stadt und Gemeinde im Kanton Zentralbosnien im Zentrum der Föderation Bosnien und Herzegowina. Die Gemeinde hat eine Ausdehnung von 402 km² und setzt sich aus 14 Ortsgemeinschaften zusammen.

## Geographie
Auf dem Gemeindegebiet, etwa drei Kilometer südöstlich des Zentrums von Gornji Vakuf, liegen die Ždrimačka jezera.

### Ortsgemeinschaften
- Bistrica
- Boljkovac
- Bojska
- Dobrošin
- Grnica
- Donja Ricica
- Pajić Polje
- Paloc
- Pidriš
- Ploča
- Podgrađe
- Uzričje
- Voljevac
- Voljice
- Ždrimci
- Trnovaca
- Kute
- Vilic Polje
- Krupa
- Mackovac
- Vrse

## Geschichte
Der Ort und die Region sind für die Gewinnung und Verarbeitung von Eisen bekannt. Schon in der Antike gab es mehrere Eisenminen. Seit dem 16. Jahrhundert wurde mit Eisenerzeugnissen gehandelt. Unter anderem wurden in der Region die traditionellen türkischen Kaffeemühlen hergestellt.

### Bevölkerung
Die Volkszählung von 2013 ergab folgende Zusammensetzung der Gemeinde Gornji Vakuf-Uskoplje:
- Kroaten 8.660 (41,4 %)
- Bosniaken 12.004 (57,3 %)
- Serben 30 (0,1 %)
- Andere 239 (1,1 %)

Für das Stadtgebiet von Gornji Vakuf-Uskoplje ergab sich bei der Volkszählung 2013 folgende Zusammensetzung:
- Kroaten 2.400 (49,7 %)
- Bosniaken 2.2887 (47,3 %)
- Serben 15 (0,3 %)
- Andere 129 (2,7 %)

Die Volkszählung von 1991 ergab folgende Zusammensetzung:
- Muslime – 14.063 (55,8 %)
- Kroaten – 10.706 (42,6 %)
- Serben – 150 (0,6 %)
- Andere – 262 (1 %)

### Krieg 1992 bis 1995
Während des Bosnienkrieges war Gornji Vakuf einer der Orte, die von den Auseinandersetzungen zwischen der Armee der bosnischen Kroaten (HVO) und der überwiegend bosniakischen ARBiH am stärksten betroffen waren. Dabei wurde die Stadt stark zerstört und faktisch in zwei ethnisch homogene Gemeinden gespalten: Gornji Vakuf (bosniakisch) und Uskoplje (kroatisch). Im Jahr 2001 wurden Gornji Vakuf und Uskoplje zu einer Gemeinde mit der neuen Bezeichnung Gornji Vakuf-Uskoplje vereinigt.

## Verkehr
1945 erhielt Gornji Vakuf einen Bahnhof, weil die Jugoslawischen Staatsbahnen (JDŽ) die Bahnstrecke Lašva–Donji Vakuf–Bugojno/Jajce von Bugojno nach Gornji Vakuf verlängerten. Die Bahn mit Bosnischer Spurweite von 760 mm verkehrte über den Komarpass mit Zahnradantrieb. Die Schmalspurzüge oder deren Lokomotiven wurden im jugoslawischen Volksmund liebevoll „Ćiro“ genannt. 1972 wurde der Betrieb der Schmalspurbahn eingestellt und die Gleise abgebaut.

## Persönlichkeiten
- Josip Mlakić, Schriftsteller
- Branko Mikulić (1928–1994), Politiker
- Ahmet Muminović (1945–2019), Comiczeichner, -autor und Journalist
- Nihad Alibegović (* 1962), Sänger
- Matej Delač (* 1992), Fußballspieler